# Sébastien Soudais
Pour les articles homonymes, voir Soudais.
Sébastien Soudais est un acteur et un cascadeur français, né en 1983, à Antibes (Alpes-Maritimes).
Il est connu pour être la doublure cascade de Rami Malek dans le film James Bond Mourir peut attendre de Cary Joji Fukunaga et produit par EON Productions.

## Biographie
Sébastien Soudais a grandi à Antibes près de Cannes en Provence-Alpes-Côte d'Azur.

## Filmographie sélective

### Acteur

#### Cinéma
- 2004 : Big Kiss de Billy Zane
- 2005 : Danny the Dog de Louis Leterrier
- 2009 : CAS[id] de Matthieu Tribes (court-métrage)
- 2010 : Ensemble, nous allons vivre une très, très grande histoire d'amour... de Pascal Thomas
- 2012 : The Expatriate de Philipp Stölzl

#### Télévision
- 2005 : Nom de code : DP de Patrick Dewolf
- 2005 : Rosalie s'en va de Jean-Dominique de La Rochefoucauld
- 2006 : Sartre, l'âge des passions de Claude Goretta
- 2007 : La Légende des trois clefs de Patrick Dewolf (3 épisodes)
- 2008 : Duval et Moretti  de Dominique Guillo (1 épisode)
- 2012-2014 : Hollywood Girls - Franck Mirez
- 2013 : Une femme dans la Révolution de Jean-Daniel Verhaeghe
- 2018 : Ad Vitam de Thomas Cailley

### Cascadeur
- 2003 : Innocents: The Dreamers de Bernardo Bertolucci
- 2004 : Un long dimanche de fiançailles de Jean-Pierre Jeunet
- 2005 : Brice de Nice de James Huth
- 2005 : Danny the Dog de Louis Leterrier
- 2006 : Indigènes de Rachid Bouchareb
- 2007 : L'Île aux trésors de Alain Berberian
- 2007 : Molière de Laurent Tirard
- 2008 : Babylon A.D. de Mathieu Kassovitz
- 2009 : Persécution de Patrice Chéreau
- 2009 : La Horde de Yannick Dahan et Benjamin Rocher
- 2010 : From Paris with Love de Pierre Morel
- 2013 : Au bonheur des ogres de Nicolas Bary
- 2013 : L'Écume des jours de Michel Gondry
- 2014 : Catacombes de John Erick Dowdle
- 2017 : Revenge de Coralie Fargeat
- 2018 : Les Aventures de Spirou et Fantasio de Alexandre Coffre
- 2018 : Les Frères Sisters (The Sisters Brothers) de Jacques Audiard
- 2020 : Le Rythme de la vengeance (The Rhythm Section) de Reed Morano
- 2020 : Mourir peut attendre de Cary Joji Fukunaga